# Emmental
Pour les articles homonymes, voir Emmental (homonymie).
L’emmentaler ou emmental est un fromage d'origine suisse à pâte dure dont le nom provient de la vallée de l'Emme (en allemand, Emmental), une région à l'est du canton de Berne.
Le nom d'emmental est aussi donné à des fromages similaires, industriels ou sous label produits dans d'autres pays, tels que les emmentals français ou les emmentalers allemands.
C'est un fromage à pâte pressée cuite, fabriqué à partir de lait de vache. La meule de l'Emmentaler AOP est d'un poids moyen de 90 kg. Les meules doivent leur taille imposante à des raisons fiscales : en effet, au XIXe siècle, les droits de douane étaient perçus sur le nombre de pièces exportées et non pas sur leur poids.
L'Emmentaler AOP « affinage de tradition » subit un affinage de sept semaines dont quatre sans film.
Sa période de dégustation optimale s'étale de mai à octobre après un affinage de trois mois au minimum, la période de novembre à avril étant un cran en dessous. Pour avoir un goût plus corsé, la période d'affinage va de 8  à   12 mois, voire davantage.
L'emmentaler est l'un des fromages les plus consommés en Suisse avec le gruyère. C'est le fromage le plus consommé en France devant le camembert. C'est aussi l'un des plus connus et exportés dans le monde.

## Production
L'aire de production comprend les cantons de Berne, d'Argovie, de Glaris, de Lucerne, de Schwytz, de Soleure, de Saint-Gall, de Thurgovie, de Zoug, de Zurich et des districts du Lac et de la Singine dans le canton de Fribourg.
L'Emmental AOP est fabriqué selon un cahier des charges très précis et vendu à un prix permettant difficilement d'assurer sa production dans de petites laiteries. Ainsi, si le pays comptait 800 producteurs en 1990, il n'y a plus que 149 entreprises produisant l'emmental AOC en 2012.
Pour la première fois en 2010, la production de gruyère AOC (26 300 tonnes) a dépassé la production d'emmental AOC (23 480 tonnes). Néanmoins, l'emmental AOC reste le fromage suisse le plus exporté avec 20 000 tonnes par an, soit le double du gruyère AOC.
Un fromage industriel est également fabriqué de nos jours, sous le nom générique d'emmental, en Allemagne, en Autriche, au Danemark, aux États-Unis, en France, en Finlande, en Irlande et aux Pays-Bas. La production industrielle totale européenne, quant à elle, avoisine 464 200 tonnes et représente à peu près 6 % de la collecte de lait de ces pays. Mais actuellement, et depuis 1999, la France est reconnue comme le premier pays producteur mondial de ce fromage, avec quelque 110 000 tonnes par an (c'est la Bretagne qui assure environ la moitié de cette fabrication).

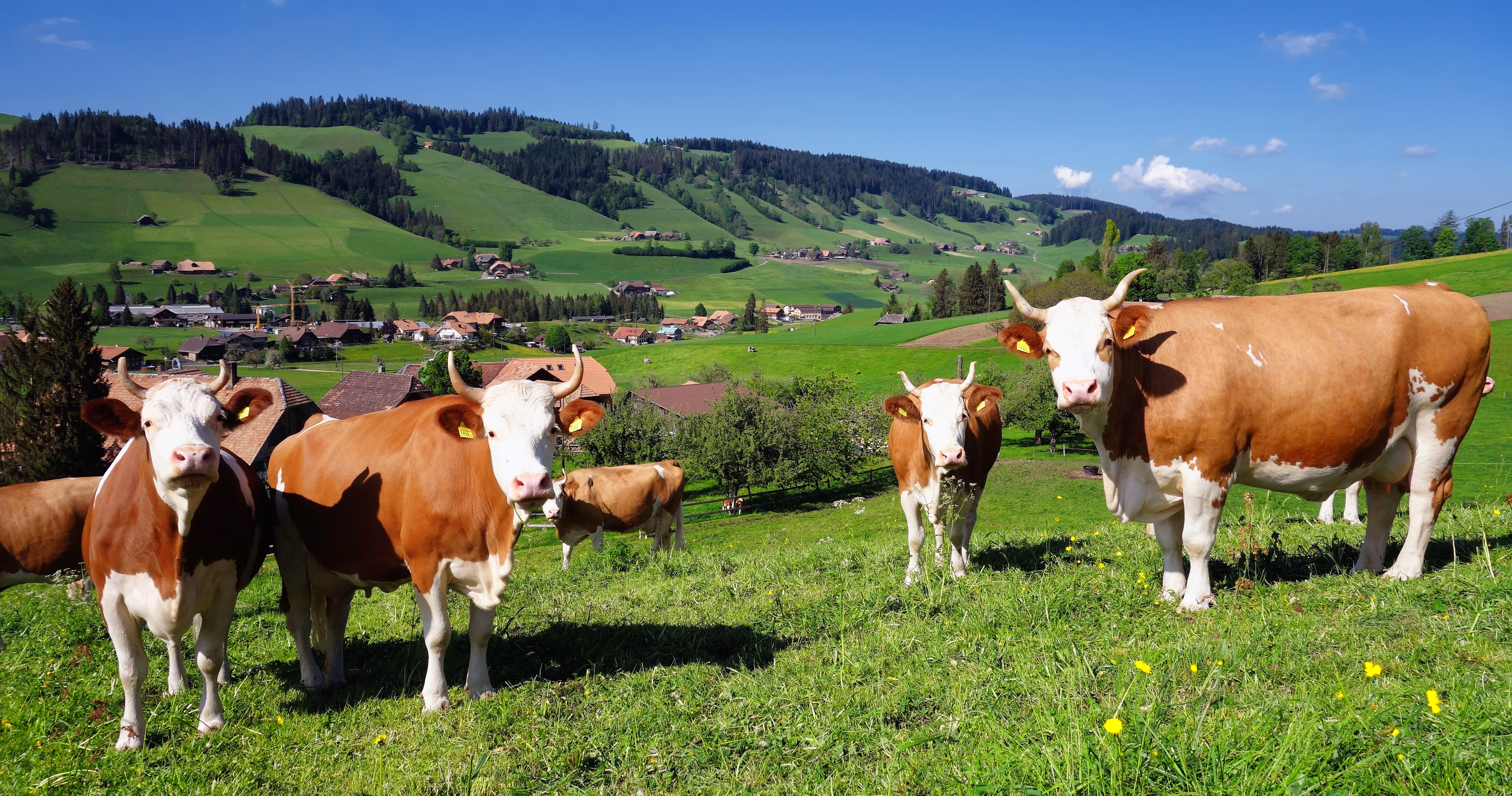
Vaches laitières dans la région de l'Emmental.

## Nutrition
Comme pour tous les fromages, l'indice PRAL de l'emmental est fortement positif (21,5).
Valeur nutritive/50 g :
Humidité (max.) : 40 % ; Sodium : 130 mg ; M.G. (min.) : 26 à 40 % ; Calcium : 481 mg ; Protéines : 14 g ; Phosphore : 303 mg ; M.G. : 14 g ; Vitamine A : 127 ER ; Calories : 188 cal ; Riboflavine : 0,2 mg ; Cholestérol : 45 mg

## Trous

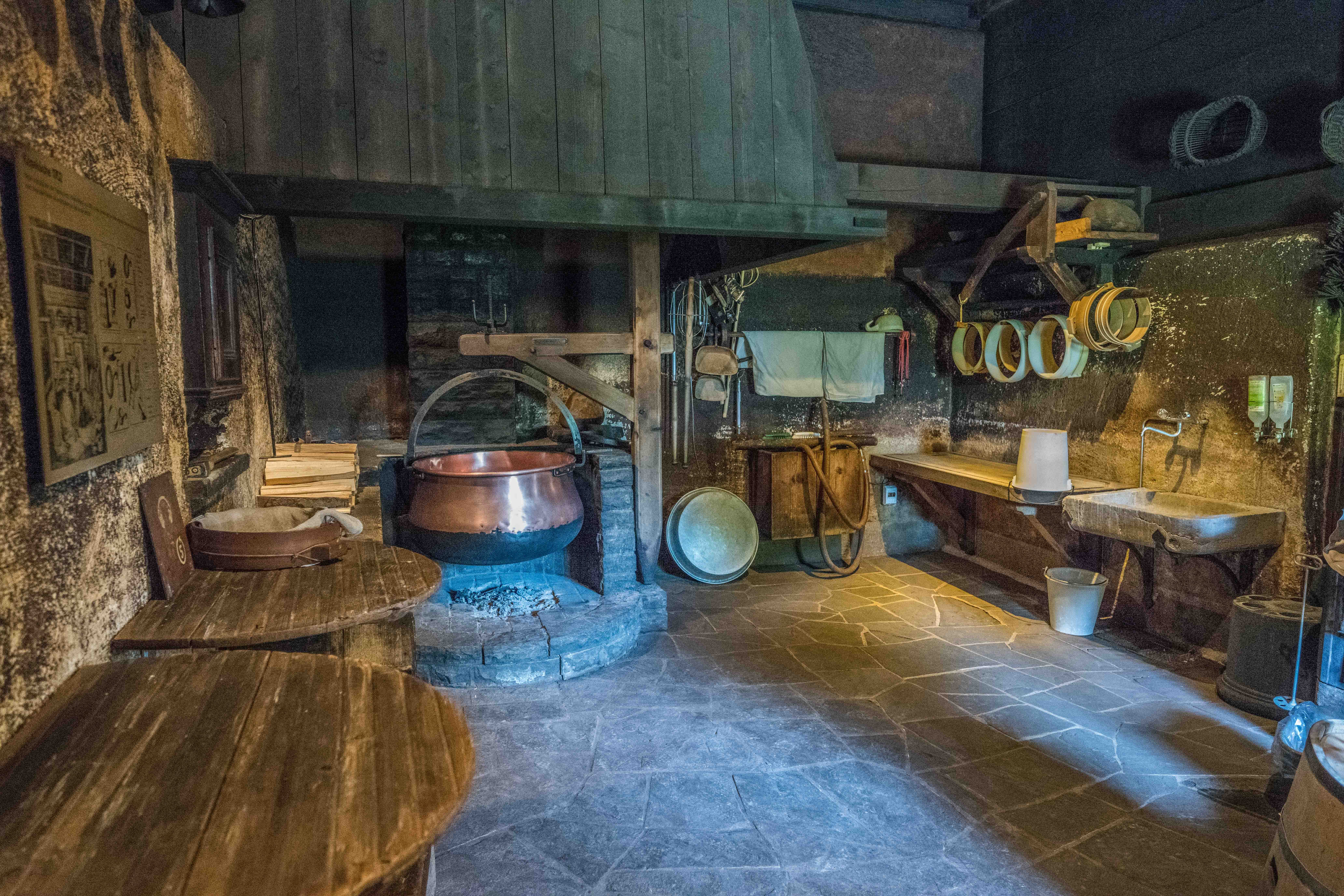
Une ancienne fromagerie de l'Emmental.

Durant des recherches visant un tout autre but, le mystère des trous dans certains fromages suisses a été résolu, a annoncé l'Agroscope (Institut des sciences en denrées alimentaires) de Berne, le 28 mai 2015.
La présence des trous serait due à d'infimes particules de foin qui s'infiltrent dans le lait lors de la traite des vaches. Ces corpuscules, lors du processus de fermentation, émettent des gaz qui forment des cavités qui sont à l'origine des trous du produit final. Cette découverte pourrait être capitale pour les fromagers car elle leur permettrait d'avoir in fine la maîtrise de la quantité de trous dans leurs produits,,.

## Distribution en France
En 2022, l'emmental est le fromage le plus consommé en France avec 146 000 tonnes par an, devant le camembert (52 500 tonnes) et le coulommiers (39 500 tonnes). 
Pendant longtemps, la production d'emmental industriel français était distribuée en France sous le nom générique de « gruyère » ; l’ambiguïté venait du fait que, comme l'emmental, le gruyère français possède des trous en son sein, contrairement au gruyère suisse qui lui n'en possède pas. Au milieu du XIXe siècle, des marchands bernois d’emmental ont pénétré le marché français en faisant passer leur produit pour du gruyère. De là est née la confusion entre gruyère et emmental. Bien que l'emmental soit revendiqué comme étant un fromage français, la convention internationale de Stresa ne reconnaît aucune origine française. Quant au gruyère, vendu sous l'IGP Gruyère de France, ses meules sont beaucoup plus petites (environ une quarantaine de kg), ainsi que ses trous (diamètre variant entre le petit pois et la cerise) ; sa texture est plus fondante et son goût plus prononcé que l'emmental.
L'emmental français est fabriqué à partir de lait français, cru ou pasteurisé. Le Label rouge garantit une fabrication exclusivement à partir de lait cru et provenant de vaches de l'est et du centre de la France, nourries à l'herbe et au foin, avec affinage d'au moins 12 semaines. La teneur en sel peut être importante sur certains produits non bio ; en 2021, elle varie entre 0,4 et 1 g pour 100 g.
La fabrication originale est revendiquée par la Suisse, qui a obtenu une AOC en 2008, comme pour le raclette et le gruyère.